# Терентіївські гори (заповідне урочище)
Терентіївські гори — лісове заповідне урочище в Україні. Об'єкт природно-заповідного фонду Рівненської області. Розташоване в межах Гощанського району Рівненської області, на землях Синівської сільської ради, на південь від села Терентіїв. 
Площа 15 га. Створений рішенням Рівненського облвиконкому № 584 від 27.05.2005 року. Перебуває у віданні: Синівська сільська рада. 
Територія урочища — підковоподібний лесовий пагорб, у центрі якого розташована невеличка водойма, утворена джерелом та поверхневим стоком зі схилів.